# Nyearctia albescens
Nyearctia albescens är en fjärilsart som beskrevs av Rothschild 1909. Nyearctia albescens ingår i släktet Nyearctia och familjen björnspinnare. Inga underarter finns listade i Catalogue of Life.